# Distretto di Aïn Lechiakh
Il distretto di Aïn Lechiakh è un distretto della provincia di 'Ayn Defla, in Algeria, con capoluogo Aïn Lechiakh.

## Comuni
Il distretto di Aïn Lechiakh è suddiviso in tre comuni:
- Aïn Lechiakh
- Aïn Soltane
- Oued Djemaa